# William Steinmetz
William Imbs „Bill“ Steinmetz (* 24. Februar 1899 in Chicago; † 25. Mai 1988 ebenda) war ein US-amerikanischer Eisschnellläufer.
Steinmetz, der zunächst Elektriker und später Verkäufer war, gewann im Jahr 1922 die US Long-Track National Allrounds und die International Diamond Trophy und im folgenden Jahr die Chicago Silver Skates. Bei den Olympischen Winterspielen 1924 in Chamonix kam er jeweils  auf den 14. Platz über 5000 m und 500 m und auf den 12. Rang über 1500 m.

## Persönliche Bestleistungen
| Disziplin | Zeit       | Datum           | Ort      |
| --------- | ---------- | --------------- | -------- |
| 500 m     | 47,8 s     | 25. Januar 1924 | Chamonix |
| 1500 m    | 2:36,0 min | 25. Januar 1924 | Chamonix |
| 5000 m    | 9:35,0 min | 25. Januar 1924 | Chamonix |